# Hertog van Fife

Het wapen van de hertog van Fife

Hertog van Fife (Engels: Duke of Fife) is een Britse adellijke titel. 
De titel hertog van Fife werd gecreëerd in 1889 door koningin Victoria voor Alexander Duff, 6e graaf van Fife, de echtgenoot van haar kleindochter prinses Louise, en opnieuw in 1900, om ook vererving van de titel in vrouwelijke lijn mogelijk te maken.
De huidige hertog behoort tot de familie Carnegie.

## Hertog van Fife (1889/1900)
- Alexander Duff, 1e hertog van Fife (1889/1900–1912)
- Alexandra Duff, 2e hertogin van Fife (1912–1959)
- James Carnegie, 3e hertog van Fife (1959–2015)
- David Carnegie, 4e hertog van Fife (2015–heden)

## Galerij

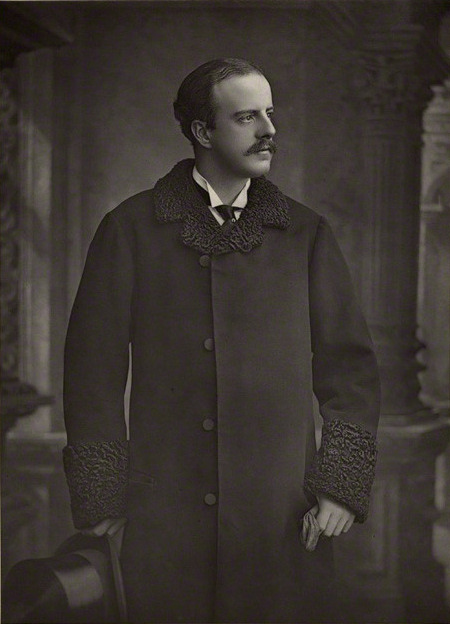
Alexander Duff, 1e hertog van Fife
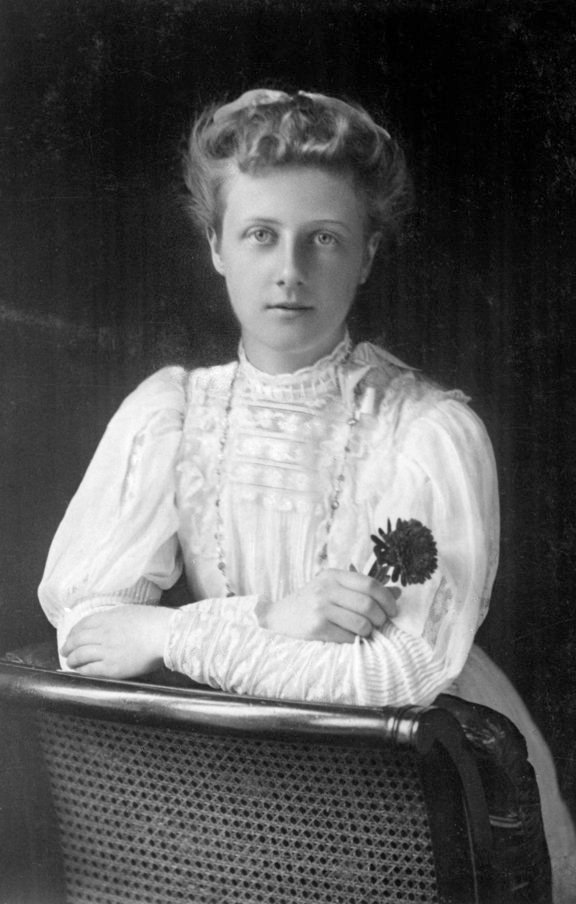
Alexandra Duff, 2e hertogin van Fife
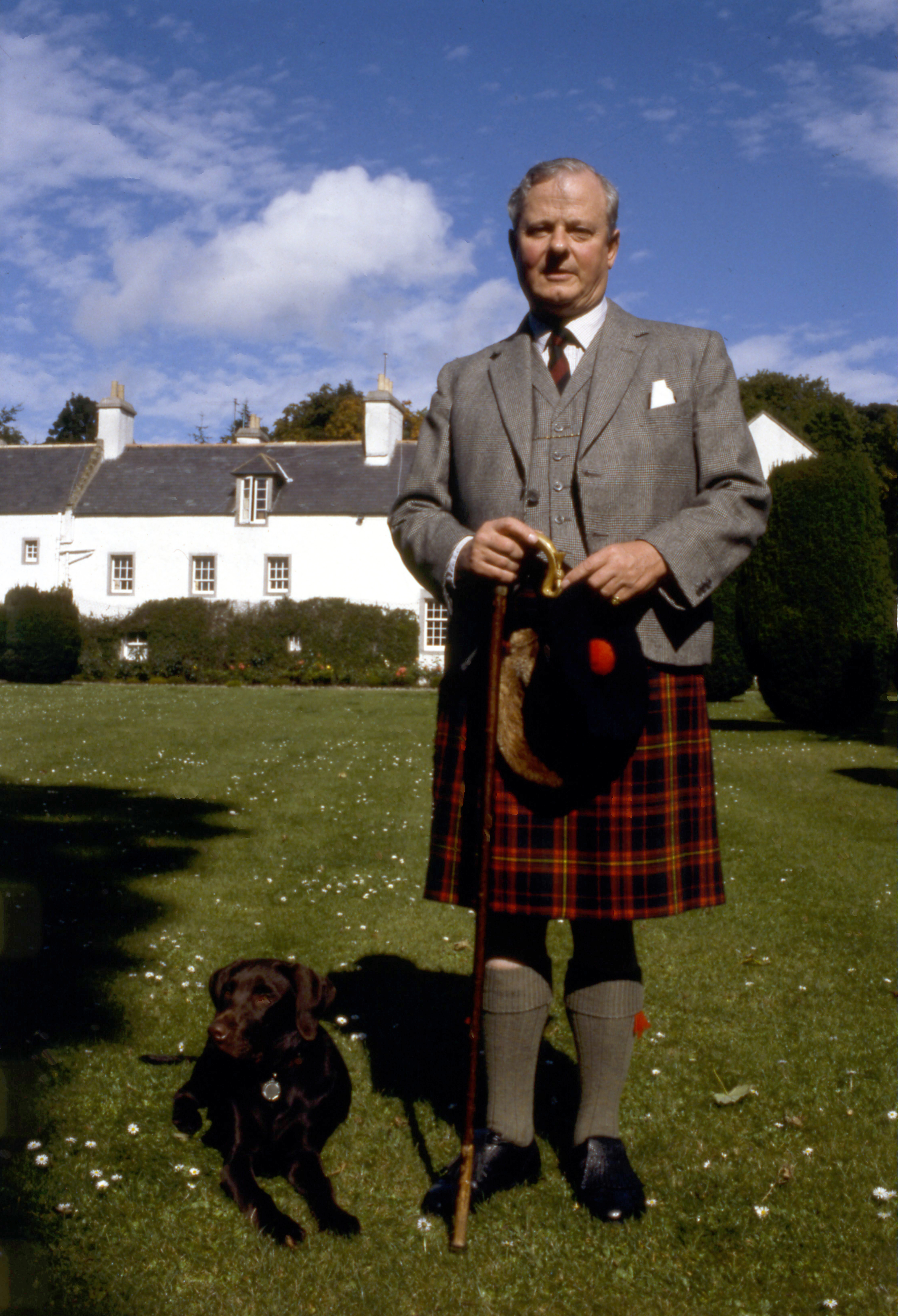
James Carnegie, 3e hertog van Fife